# Estradiol benzoate/estradiol dienanthate/testosterone enanthate benzilic acid hydrazone
Estradiol benzoate / estradiol dienanthate / testosterone enanthate benzilic Kem axit (EB / EDE / TEBH), được bán dưới tên thương hiệu Climacteron, Lactimex, và Lactostat, là một tiêm thuốc kết hợp của estradiol benzoate (EB), một estrogen, estradiol dienanthate (EDE), một estrogen và testosterone enanthate benzilic axit hydrazone (TEBH), một nội tiết tố androgen / anabolic steroid, được sử dụng trong liệu pháp hormon mãn kinh cho ven và sau mãn kinh phụ nữ và để ngăn chặn cho con bú trong sau sinh phụ nữ. Các nghiên cứu lâm sàng đã đánh giá công thức này.
Climacteron chứa 1.0   mg EB, 7,5   mg EDE và 150   mg TEBH (69 mg testosterone miễn phí) và được sử dụng để điều trị các triệu chứng mãn kinh. Nó được tiêm bằng cách tiêm bắp mỗi 4 đến 8 lần   vài tuần hoặc ít thường xuyên hơn  Các thuốc được đưa ra thị trường trong Canada năm 1961 nhưng đã bị thu hồi ở nước này trong tháng 10 năm 2005 do nguy cơ tăng sản nội mạc tử cung và ung thư từ tiếp xúc không mấy khó khăn estrogen (ví dụ, không kèm progestogen) cũng như cảm ứng của supraphysiological testosterone cấp.
Lactimex và Lactuler chứa 6   mg EB, 15   mg EDE và 300   mg TEBH trong 2   mL dầu ngô và được sử dụng để ức chế tiết sữa. Họ được tiêm dưới dạng tiêm bắp đơn sau khi sinh con hoặc trong thời gian cho con bú. Chúng trước đây có sẵn ở Đức và Canada.